# Singoli al numero uno nella Billboard Hot 100 nel 2024

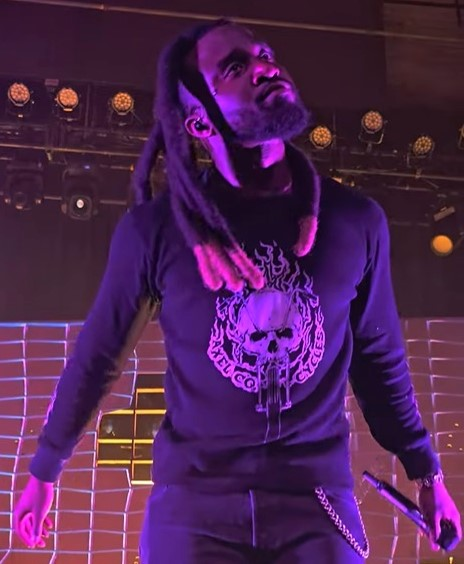
A Bar Song (Tipsy) del cantante country statunitense Shaboozey è rimasto 19 settimane non consecutive in vetta alla classifica, eguagliando il record di Old Town Road di Lil Nas X per il brano con il maggior numero di settimane in vetta nella storia della classifica. Detiene il record per il brano solista con la maggior permanenza alla prima posizione della classifica.

Di seguito è proposta la lista dei singoli al numero uno nella Billboard Hot 100 nel 2024.
La Billboard Hot 100 è una classifica musicale che considera le canzoni più di successo negli Stati Uniti. I dati sono redatti dalla compagnia Luminate Data e, in seguito, la classifica finale viene pubblicata settimanalmente dalla rivista Billboard. La classifica si basa sull'insieme delle vendite delle canzoni in forma fisica e digitale, il numero dei passaggi nelle radio statunitensi e gli streaming audio e video sulle piattaforme online.
Nel 2024 sono stati 20 gli artisti a raggiungere la numero uno, dei quali 8 — ¥$, Rich the Kid, Playboi Carti, Teddy Swims, Metro Boomin, Hozier, Sabrina Carpenter e Shaboozey — hanno ottenuto la loro prima numero uno della carriera. Kendrick Lamar, con tre numero uno ottenute, è l'artista con il maggior numero di singoli che hanno raggiunto il vertice della Hot 100 del 2024, seguito da Ariana Grande, Post Malone e Morgan Wallen con due ciascuno.
A Bar Song (Tipsy) del cantante country statunitense Shaboozey è stato il brano con la maggior permanenza alla prima posizione del 2024, con 19 settimane non consecutive, eguagliando anche il record precedentemente ottenuto da Old Town Road di Lil Nas X per il brano con il maggior numero di settimane al vertice nella storia della Hot 100.
Durante il 2024 sono stati 9 i brani che hanno debuttato al vertice della classifica: Yes, And? e We Can't Be Friends (Wait for Your Love) di Ariana Grande, Hiss di Megan Thee Stallion, Like That di Future, Metro Boomin e Kendrick Lamar, Fortnight di Taylor Swift featuring Post Malone, Not like Us e Squabble Up di Kendrick Lamar, I Had Some Help di Post Malone featuring Morgan Wallen e Love Somebody dello stesso Wallen.

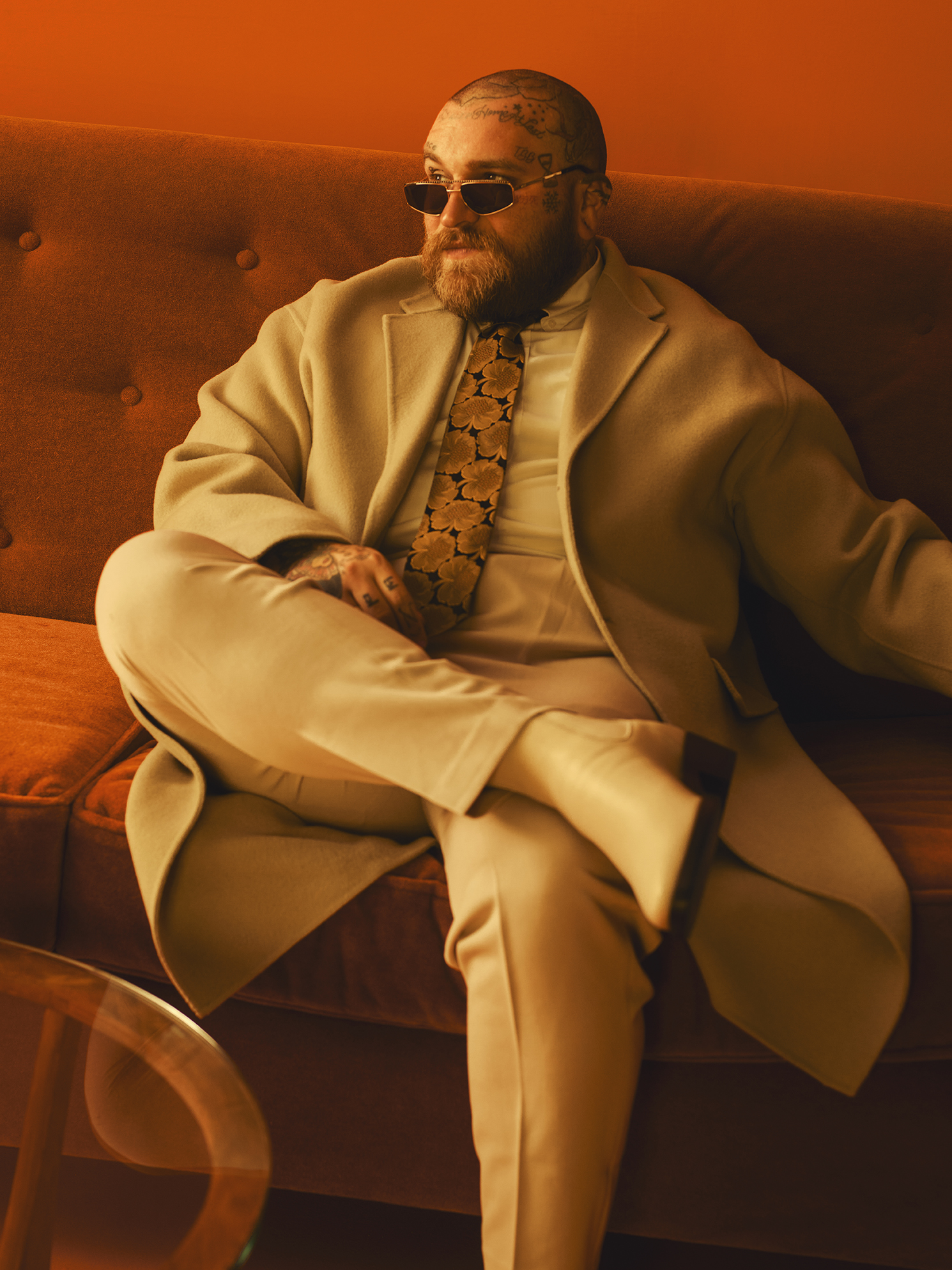
Lose Control di Teddy Swims è stato il brano con le migliori prestazioni del 2024, raggiungendo la vetta anche della classifica di fine anno, la Billboard Year-End 2024.

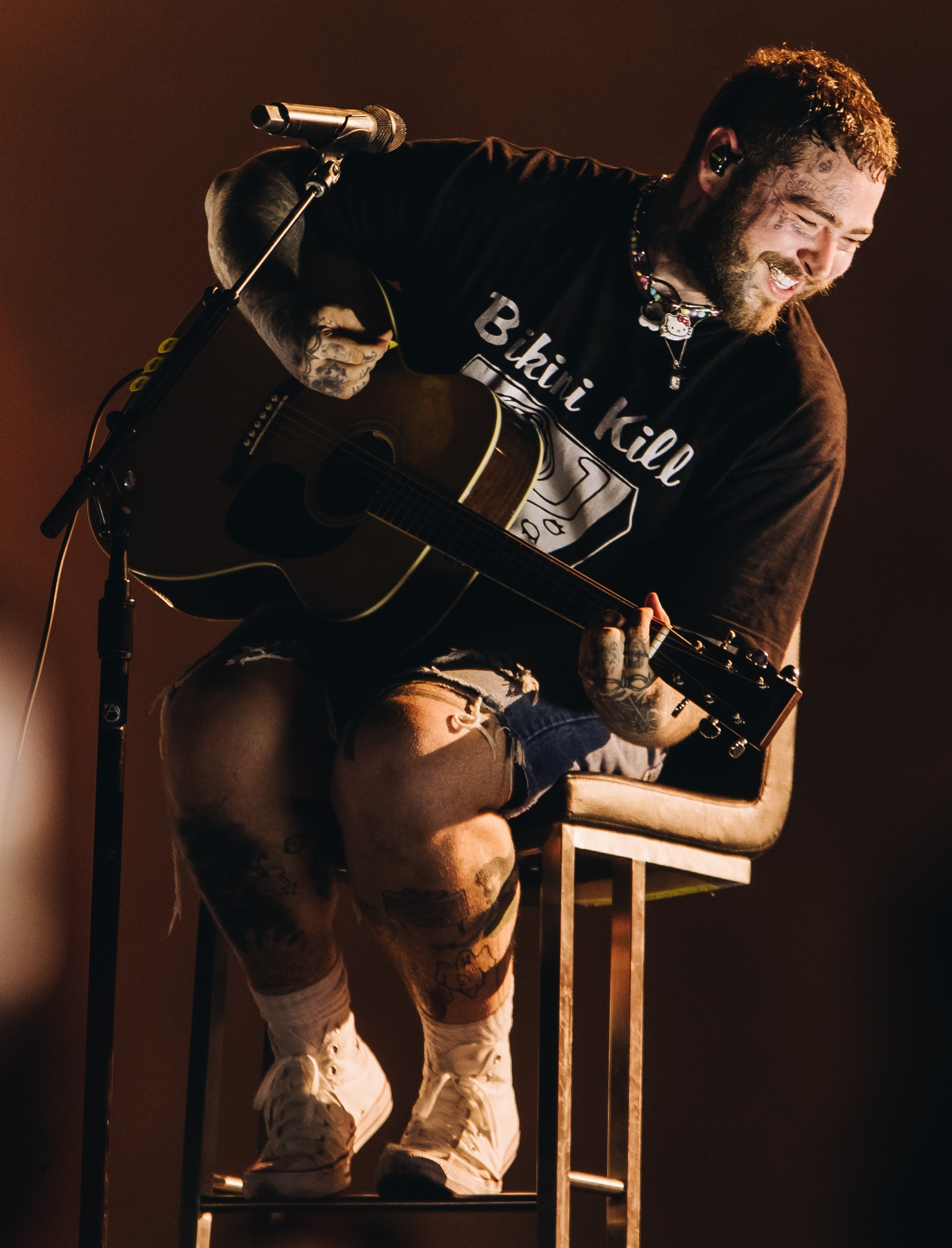
Post Malone ha ottenuto due numero uno nel 2024, una grazie alla collaborazione nel brano Fortnight di Taylor Swift e l'altra col suo singolo I Had Some Help, rimanendo in vetta 8 settimane totali.

## Hot 100

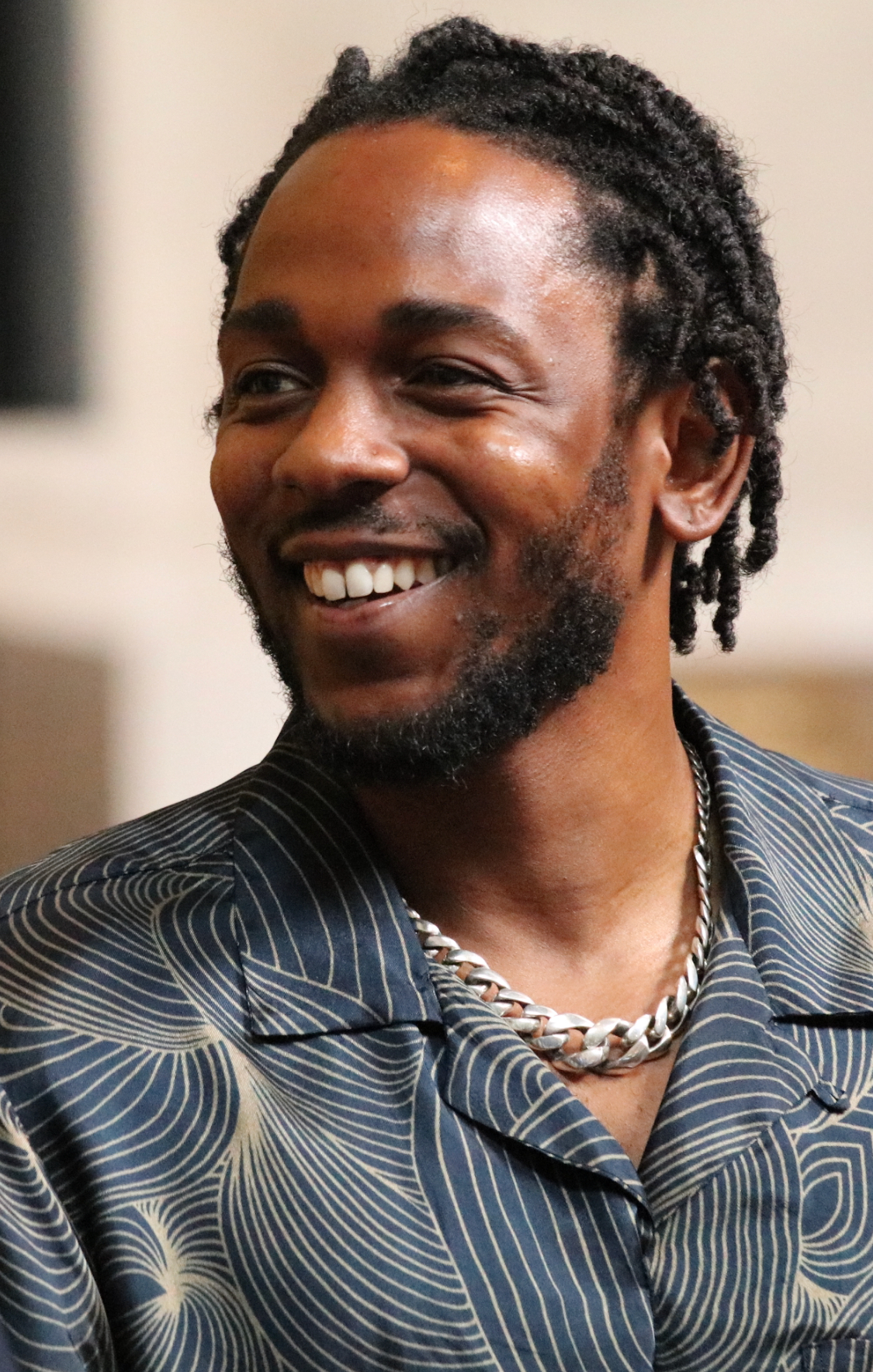
Kendrick Lamar ha ottenuto tre numero uno nel 2024, tutte debuttanti alla prima posizione della Hot 100, con i singoli Like That, Not like Us e Squabble Up, le prime due delle quali rappresentanti dissing nei confronti di Drake.

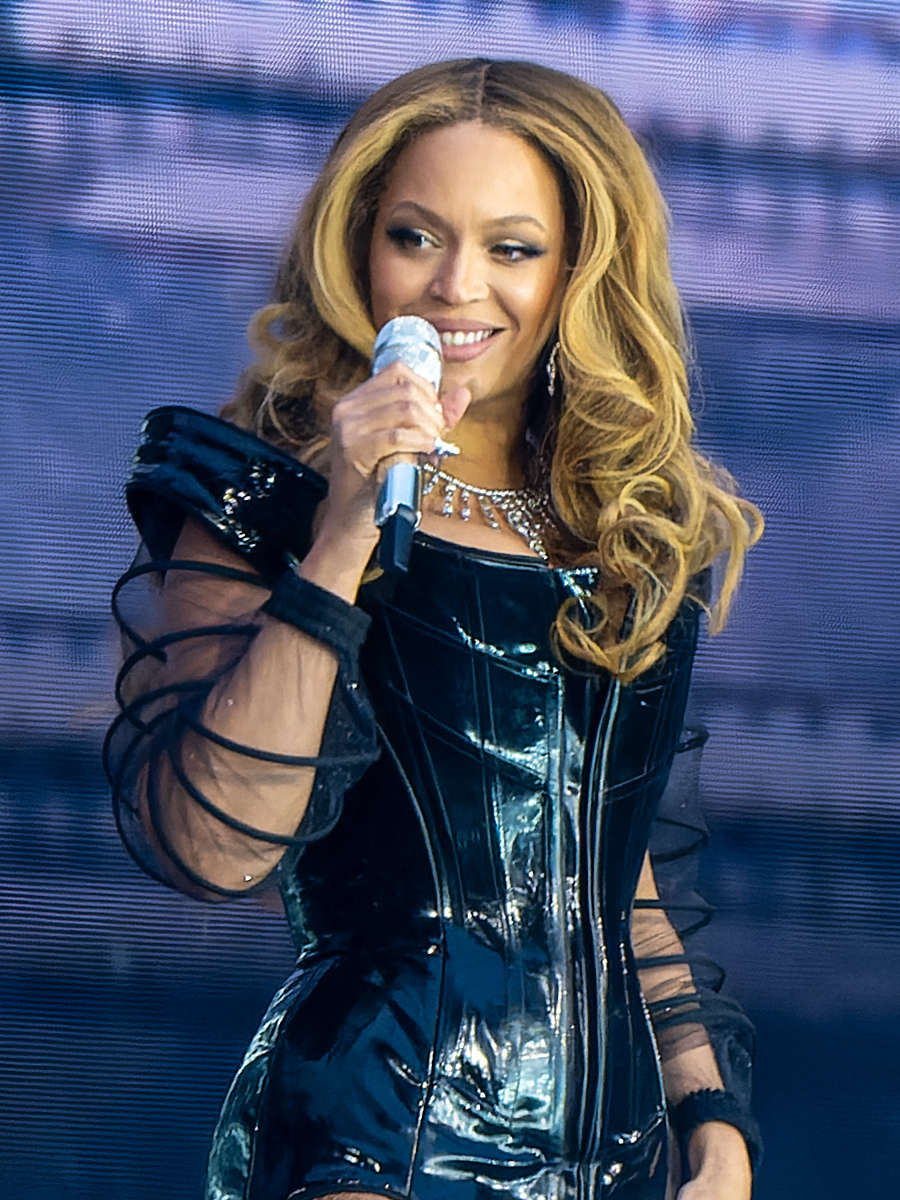
Con il singolo Texas Hold 'Em, rimasto in vetta per 2 settimane consecutive, la cantante statunitense Beyoncé ha ottenuto la nona numero uno della carriera.

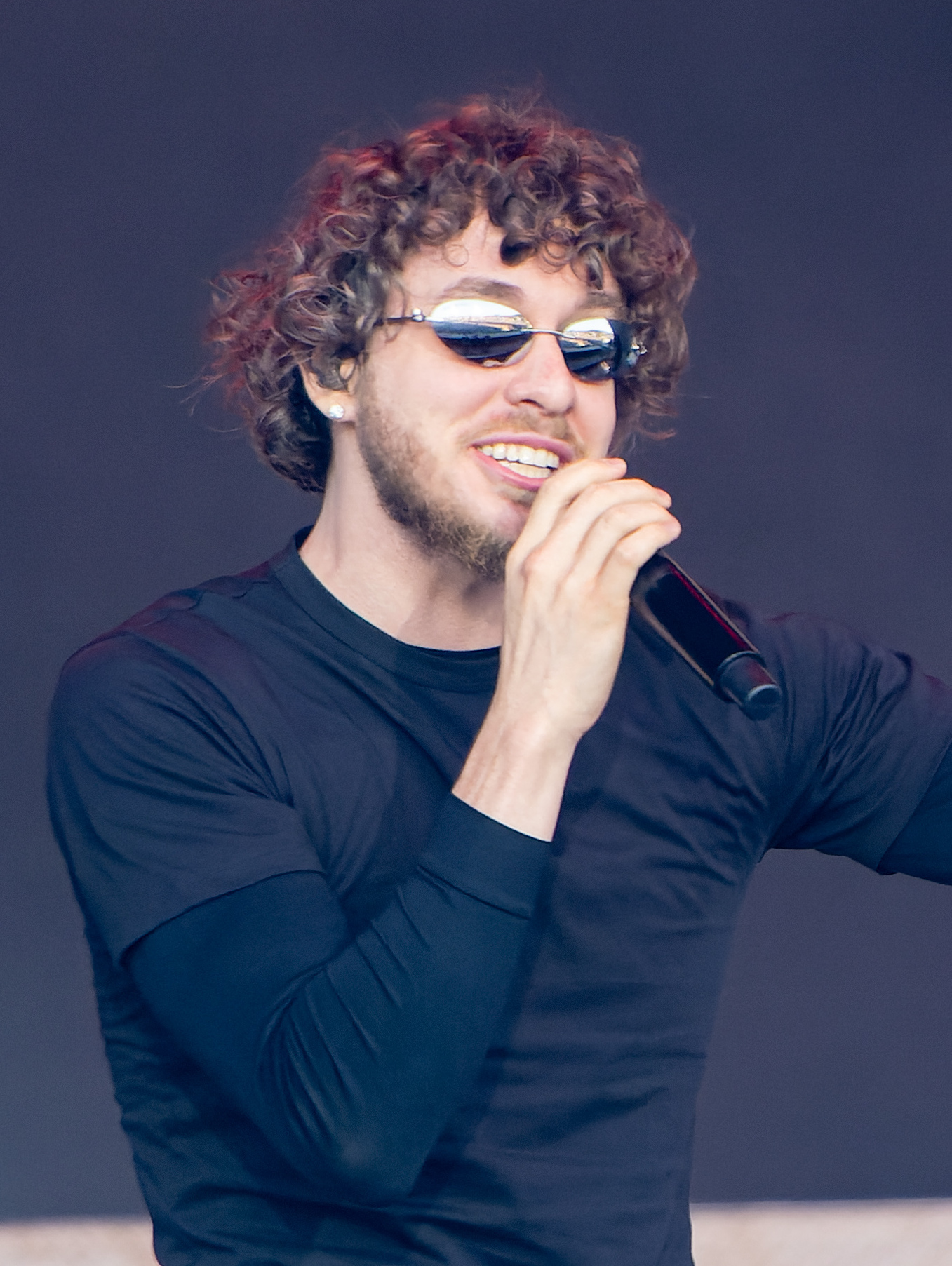
Il rapper statunitense Jack Harlow è rimasto in vetta 6 settimane totali (5 nel 2024 e una nel 2023) con il suo singolo Lovin on Me.

| † | Indica la canzone con le migliori prestazioni del 2024 |

| Data         | Brano                                    | Artista                               | Totale settimane al numero 1 | Fonti  |
| ------------ | ---------------------------------------- | ------------------------------------- | ---------------------------- | ------ |
| 6 gennaio    | Rockin' Around the Christmas Tree        | Brenda Lee                            | 3                            | [ 4 ]  |
| 13 gennaio   | Lovin on Me                              | Jack Harlow                           | 6                            | [ 5 ]  |
| 20 gennaio   | Lovin on Me                              | Jack Harlow                           | 6                            | [ 6 ]  |
| 27 gennaio   | Yes, And?                                | Ariana Grande                         | 1                            | [ 7 ]  |
| 3 febbraio   | Lovin on Me                              | Jack Harlow                           | 6                            | [ 8 ]  |
| 10 febbraio  | Hiss                                     | Megan Thee Stallion                   | 1                            | [ 9 ]  |
| 17 febbraio  | Lovin on Me                              | Jack Harlow                           | 6                            | [ 10 ] |
| 24 febbraio  | Lovin on Me                              | Jack Harlow                           | 6                            | [ 11 ] |
| 2 marzo      | Texas Hold 'Em                           | Beyoncé                               | 2                            | [ 12 ] |
| 9 marzo      | Texas Hold 'Em                           | Beyoncé                               | 2                            | [ 13 ] |
| 16 marzo     | Carnival                                 | ¥$ e Rich the Kid feat. Playboi Carti | 1                            | [ 14 ] |
| 23 marzo     | We Can't Be Friends (Wait for Your Love) | Ariana Grande                         | 1                            | [ 15 ] |
| 30 marzo     | Lose Control †                           | Teddy Swims                           | 1                            | [ 16 ] |
| 6 aprile     | Like That                                | Future, Metro Boomin e Kendrick Lamar | 3                            | [ 17 ] |
| 13 aprile    | Like That                                | Future, Metro Boomin e Kendrick Lamar | 3                            | [ 18 ] |
| 20 aprile    | Like That                                | Future, Metro Boomin e Kendrick Lamar | 3                            | [ 19 ] |
| 27 aprile    | Too Sweet                                | Hozier                                | 1                            | [ 20 ] |
| 4 maggio     | Fortnight                                | Taylor Swift feat. Post Malone        | 2                            | [ 21 ] |
| 11 maggio    | Fortnight                                | Taylor Swift feat. Post Malone        | 2                            | [ 22 ] |
| 18 maggio    | Not like Us                              | Kendrick Lamar                        | 3                            | [ 23 ] |
| 25 maggio    | I Had Some Help                          | Post Malone feat. Morgan Wallen       | 6                            | [ 24 ] |
| 1º giugno    | I Had Some Help                          | Post Malone feat. Morgan Wallen       | 6                            | [ 25 ] |
| 8 giugno     | I Had Some Help                          | Post Malone feat. Morgan Wallen       | 6                            | [ 26 ] |
| 15 giugno    | I Had Some Help                          | Post Malone feat. Morgan Wallen       | 6                            | [ 27 ] |
| 22 giugno    | I Had Some Help                          | Post Malone feat. Morgan Wallen       | 6                            | [ 28 ] |
| 29 giugno    | Please Please Please                     | Sabrina Carpenter                     | 1                            | [ 29 ] |
| 6 luglio     | I Had Some Help                          | Post Malone feat. Morgan Wallen       | 6                            | [ 30 ] |
| 13 luglio    | A Bar Song (Tipsy)                       | Shaboozey                             | 19                           | [ 31 ] |
| 20 luglio    | Not like Us                              | Kendrick Lamar                        | 3                            | [ 32 ] |
| 27 luglio    | A Bar Song (Tipsy)                       | Shaboozey                             | 19                           | [ 33 ] |
| 3 agosto     | A Bar Song (Tipsy)                       | Shaboozey                             | 19                           | [ 34 ] |
| 10 agosto    | A Bar Song (Tipsy)                       | Shaboozey                             | 19                           | [ 35 ] |
| 17 agosto    | A Bar Song (Tipsy)                       | Shaboozey                             | 19                           | [ 36 ] |
| 24 agosto    | A Bar Song (Tipsy)                       | Shaboozey                             | 19                           | [ 37 ] |
| 31 agosto    | A Bar Song (Tipsy)                       | Shaboozey                             | 19                           | [ 38 ] |
| 7 settembre  | A Bar Song (Tipsy)                       | Shaboozey                             | 19                           | [ 39 ] |
| 14 settembre | A Bar Song (Tipsy)                       | Shaboozey                             | 19                           | [ 40 ] |
| 21 settembre | A Bar Song (Tipsy)                       | Shaboozey                             | 19                           | [ 41 ] |
| 28 settembre | A Bar Song (Tipsy)                       | Shaboozey                             | 19                           | [ 42 ] |
| 5 ottobre    | A Bar Song (Tipsy)                       | Shaboozey                             | 19                           | [ 43 ] |
| 12 ottobre   | A Bar Song (Tipsy)                       | Shaboozey                             | 19                           | [ 44 ] |
| 19 ottobre   | A Bar Song (Tipsy)                       | Shaboozey                             | 19                           | [ 45 ] |
| 26 ottobre   | A Bar Song (Tipsy)                       | Shaboozey                             | 19                           | [ 46 ] |
| 2 novembre   | Love Somebody                            | Morgan Wallen                         | 1                            | [ 47 ] |
| 9 novembre   | A Bar Song (Tipsy)                       | Shaboozey                             | 19                           | [ 48 ] |
| 16 novembre  | A Bar Song (Tipsy)                       | Shaboozey                             | 19                           | [ 49 ] |
| 23 novembre  | A Bar Song (Tipsy)                       | Shaboozey                             | 19                           | [ 50 ] |
| 30 novembre  | A Bar Song (Tipsy)                       | Shaboozey                             | 19                           | [ 1 ]  |
| 7 dicembre   | Squabble Up                              | Kendrick Lamar                        | 1                            | [ 51 ] |
| 14 dicembre  | All I Want for Christmas Is You          | Mariah Carey                          | 18                           | [ 52 ] |
| 21 dicembre  | All I Want for Christmas Is You          | Mariah Carey                          | 18                           | [ 53 ] |
| 28 dicembre  | All I Want for Christmas Is You          | Mariah Carey                          | 18                           | [ 54 ] |

Note:
1. ↑  Ha raggiunto il numero uno anche nel 2023.
2. 1 2 3  Ha raggiunto il numero uno anche nel 2023.
3. 1 2  Ha raggiunto il numero uno anche nel 2025.
4. ↑  Ha raggiunto il numero uno anche nel 2019, 2020, 2021, 2022, 2023 e 2025.

## Top 10 Year-End 2024
Alla fine di ogni anno, Billboard pubblica una lista delle 100 canzoni che hanno avuto più successo nella Hot 100 durante l'anno di riferimento. Il periodo di riferimento non equivale a tutte le 52 settimane dell'anno ma, per il 2024, sono stati presi in considerazione i dati del periodo compreso tra il 28 ottobre 2023 e il 19 ottobre 2024. La classifica di fine anno Year-End 2024 è stata pubblicata il 13 dicembre 2024. Di seguito sono elencate le prime 10 posizioni della classifica di fine anno.
| #  | Brano                 | Artista/i                        | Posizione massima | Fonti  |
| -- | --------------------- | -------------------------------- | ----------------- | ------ |
| 1  | Lose Control          | Teddy Swims                      | 1                 | [ 56 ] |
| 2  | A Bar Song (Tipsy)    | Shaboozey                        | 1                 | [ 56 ] |
| 3  | Beautiful Things      | Benson Boone                     | 2                 | [ 56 ] |
| 4  | I Had Some Help       | Post Malone feat. Morgan Wallen  | 1                 | [ 56 ] |
| 5  | Lovin on Me           | Jack Harlow                      | 1                 | [ 56 ] |
| 6  | Not like Us           | Kendrick Lamar                   | 1                 | [ 56 ] |
| 7  | Espresso              | Sabrina Carpenter                | 3                 | [ 56 ] |
| 8  | Million Dollar Baby   | Tommy Richman                    | 2                 | [ 56 ] |
| 9  | I Remember Everything | Zach Bryan feat. Kacey Musgraves | 1                 | [ 56 ] |
| 10 | Too Sweet             | Hozier                           | 1                 | [ 56 ] |